# Côndilo medial do fêmur
O côndilo medial é uma das duas projeções (côndilos) na extremidade inferior do fêmur, em contato com o joelho, a outra sendo o côndilo lateral .
O côndilo medial é maior do que o côndilo lateral (externo), o que pode ser explicado pelo centro de massa do corpo ser medial ao joelho. Na superfície posterior do côndilo, a linha áspera (uma crista com dois lábios: medial e lateral; que desce pela diáfise posterior do fêmur) se transforma nas cristas supracondilianas medial e lateral, respectivamente. A protrusão mais externa na superfície medial do côndilo medial é conhecida como "epicôndilo medial" e pode ser palpada correndo os dedos medialmente a partir da patela com o joelho em flexão.. O côndilo femoral medial possui um segmento extra que é a causa da rotação passiva da articulação do joelho.

## Imagens adicionais

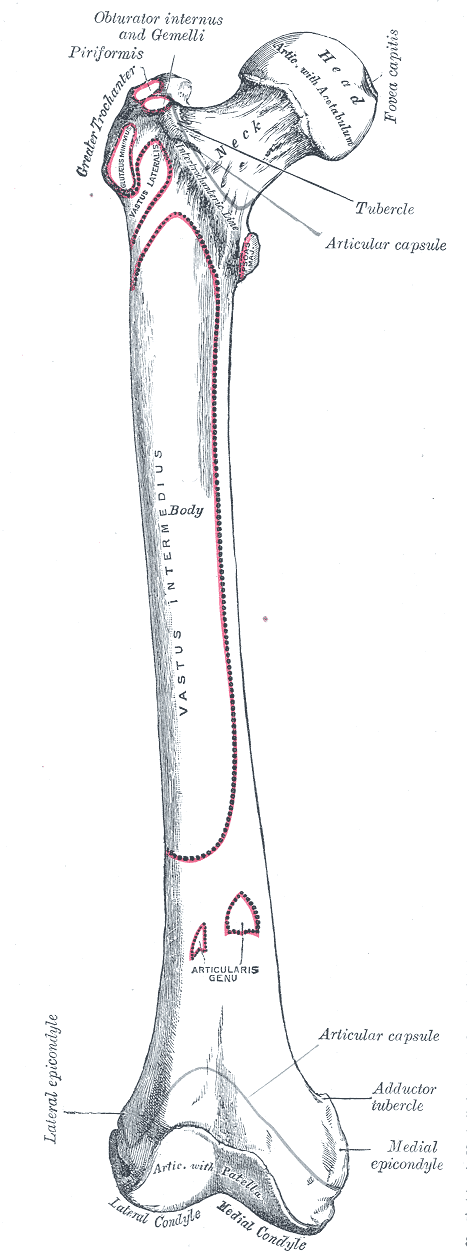
Fêmur direito. Superfície anterior.
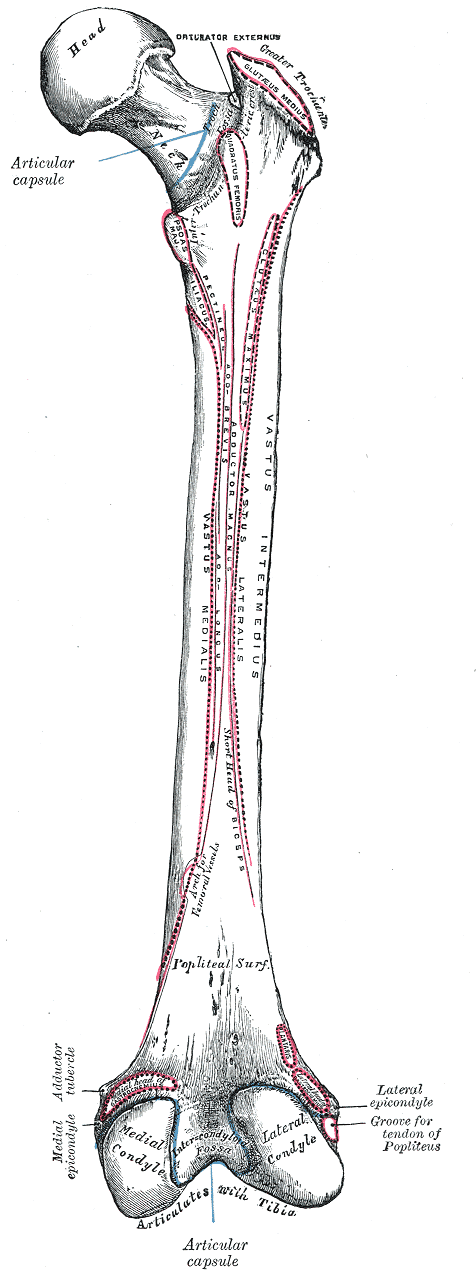
Fêmur direito. Superfície posterior.
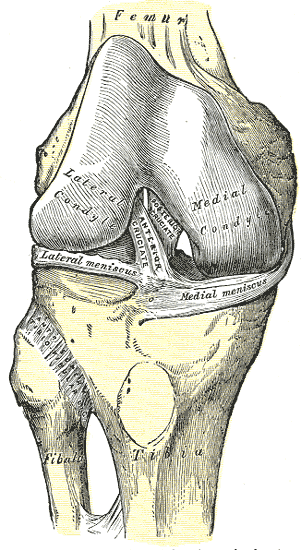
Articulação do joelho direito, pela frente, mostrando os ligamentos internos.
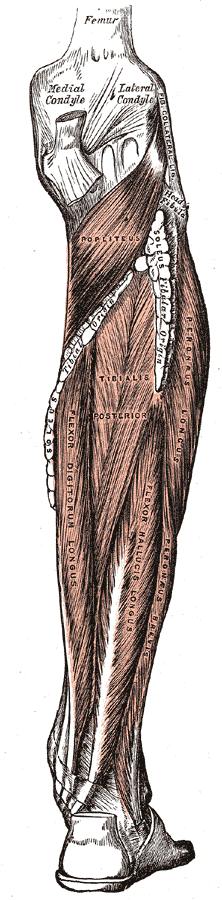
Músculos da parte posterior da perna. Camadas profundas.
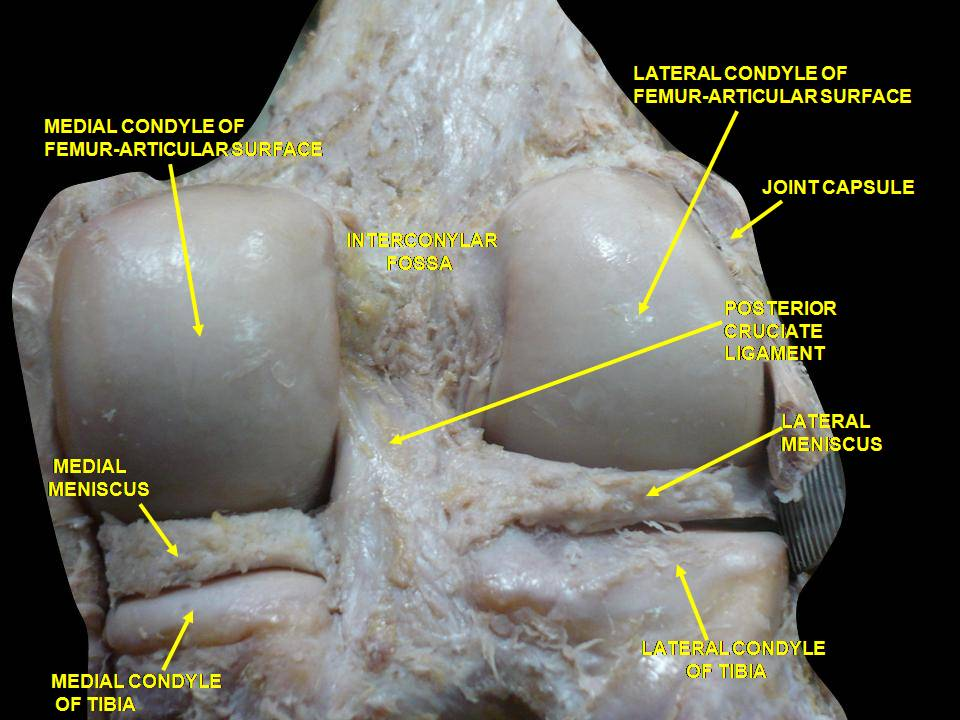
Joelho direito em extensão. Dissecção profunda. Vista posterior.